# Karakałpacka Autonomiczna Socjalistyczna Republika Radziecka
Karakałpacka Autonomiczna Socjalistyczna Republika Radziecka, Karakałpacka ASRR (ros. Каракалпакская Автономная Советская Социалистическая Республика, Каракалпакская АССР; karak. Қарақалпақстан Автономиялы Совет Социалистлик Республикасы, Қарақалпақстан АССР; uzb. Қорақалпоғистон Автоном Совет Социалистлик Республикаси, Қорақалпоғистон АССР) – republika autonomiczna w Związku Radzieckim, wchodząca w skład początkowo Rosyjskiej Federacyjnej Socjalistycznej Republiki Radzieckiej, a następnie Uzbeckiej Socjalistycznej Republiki Radzieckiej
Karakałpacka ASRR została utworzona w ramach Rosyjskiej FSRR 20 lipca 1932 r. w wyniku przekształcenia i poszerzenia autonomii powstałego w 1925 r. w ramach Kazachskiej ASRR Karakałpackiego Obwodu Autonomicznego. Zorganizowanie autonomicznej republiki Karakałpaków było elementem prowadzonej zwłaszcza w początkowym okresie istnienia ZSRR polityki tzw. korienizacji, tj. przyznawania autonomii nierosyjskim narodom dawnego Imperium, wcześniej dyskryminowanym i wynaradawianym przez carat.
5 grudnia 1936 r., w związku ze zmianą statusu Kazachskiej ASRR, która stała się republiką związkową ZSRR, Karakałpacka ASRR, która w takiej sytuacji byłaby oddzielona od terytorium Rosyjskiej FSRR, w skład której wchodziła, zmieniła przynależność polityczno-administracyjną i stała się częścią Uzbeckiej SRR.
Została zlikwidowana na fali zmian związanych z rozpadem ZSRR i ogłoszeniem niepodległości przez Uzbekistan. Jej kontynuacją jest autonomiczna uzbecka Republika Karakałpacji.
 Informacje nt. położenia, gospodarki, historii, ludności itd. Karakałpackiej Autonomicznej Socjalistycznej Republiki Radzieckiej znajdują się w: artykule poświęconym Republice Karakałpacji, jak obecnie nazywa się ta uzbecka jednostka polityczno-administracyjna.